# Fürst von Carignan

Wappen der Fürsten von Carignan ab 1656

Der Titel Fürst von Carignan  (italienisch Principe di Carignano, französisch Prince de Carignan) wurde 1620 von Herzog Karl Emanuel I. von Savoyen für seinen jüngeren Sohn Thomas (1596–1656) geschaffen. Er bezog sich auf den Ort Carignano in der Nähe von Turin.

## Fürsten von Carignan
1. 1620–1656: Thomas (* 1596; † 1656), Sohn von Karl Emanuel I., ⚭ 1625 Marie de Bourbon (* 1606; † 1692), Comtesse de Soissons
2. 1656–1709: Emmanuel Philibert (* 1628; † 1709), deren Sohn, ⚭ 1684 Angelica-Catarina d’Este (* 1656; † 1722)
3. 1709–1741: Viktor Amadeus I. (* 1690; † 1741), deren Sohn, ⚭ 1714 Maria-Victoria von Savoyen (* 1690; † 1766)
4. 1741–1778: Ludwig Viktor (* 1721; † 1778), deren Sohn, ⚭ 1740 Christine von Hessen-Rheinfels-Rotenburg (* 1717; † 1778)
5. 1778–1780: Viktor Amadeus II. (* 1743; † 1780), deren Sohn, ⚭ 1768 Marie Josèphe von Lorraine (* 1753; † 1797)
6. 1780–1800: Karl Emanuel (* 1770; † 1800), deren Sohn, ⚭ 1797 Maria Christina von Sachsen (* 1770; † 1851)
7. 1800–1831: Karl Albert (* 1798; † 1849), deren Sohn, wurde 1831 König von Sardinien, ⚭ 1817 Maria Theresia von Österreich (* 1801; † 1855)

Neben dem Fürstentum Carignan gab es in Frankreich noch ein Herzogtum Carignan. Dieses bezog sich auf die Ardennenstadt Ivoy, die in Carignan umbenannt und 1662 von Ludwig XIV. für Eugen Moritz von Savoyen-Carignan, den Sohn von Fürst Thomas, zum Herzogtum und zur Pairie erhoben wurde. Zwischen 1673 und 1751 waren die Fürsten von Carignan auch Herrscher dieses Herzogtums.